# Doctor Dolittle
Doctor Dolittle és una pel·lícula estatunidenca dirigida per Richard Fleischer el 1967, per la Twentieth Century Fox. Es tracta d'una adaptació d'un personatge de novel·la creada per Hugh Lofting el 1920.

## Argument
Un petit port pesquer d'Anglaterra, El 1845. El veterinari del poble, John Dolittle, enamorat dels animals, s'ha assabentat del llenguatge de molts d'ells gràcies al seu lloro. No recerca la companyia dels humans que el prenen per boig. Havent rebut, com a regal d'un amic, una llama de dos caps "Tira'm, Empenye'm", el ven a Albert Blossom, director de circ, per finançar el seu viatge a la recerca del Cargol de Mar. Però és detingut i condemnat a l'internament pel Jutge de Pau, el general Bellowes, per a les seves "extravagàncies". Amb la complicitat de Matthew Mug, Tommy Stubbins i Emma Fairfax (neboda del general), s'evadeix i s'embarca amb ells. Un naufragi els llança sobre la riba de "l'Illa sota les estrelles, una illa en perill: els corrents l'empenyen cap al nord. Volent salvar els seus habitants, Dolittle demana a una balena que desplaci l'illa. Però el xoc fa caure una roca sagrada, cosa que provoca la còlera dels indígenes, que es calmen quan l'illa, sempre empesa pel cetaci, queda lligada al continent. Al final d'aquestes aventures mogudes, Dolittle troba finalment el Cargol de mar i el convenç de portar els seus amics a Anglaterra, Mentre ell mateix resta allà per estudiar el "Gran Mart Lunar", una papallona gegantina. Algun temps més tard, una carta comunica a Dolittle que ha estat indultat i que se'l necessita al seu país. Torna doncs a Londres a l'esquena del Gran Mart.

## Repartiment
- Rex Harrison: El Doctor John Dolittle
- Samantha Eggar: Emma Fairfax
- Anthony Newley: Matthew Mug
- Richard Attenborough: Albert Blossom
- Peter Bull: el general Bellowes
- Geoffrey Holder: William "Willie" Shakespeare X
- Ginny Tyler (no surt als crèdits): Polynesia el lloro
- Muriel Landers: Sra. Blossom
- William Dix: Tommy Stubbins
- Portia Nelson: Sarah Dolittle
- Norma Varden: Lady Petherington
- Angelo Rossitto (no surt als crèdits): el nan

## Premis i nominacions

### Premis
- 1968: Oscar a la millor cançó original per Leslie Bricusse
- 1968: Oscar als millors efectes visuals per L.B. Abbott
- 1968: Globus d'Or al millor actor secundari per Richard Attenborough

### Nominacions
- 1968: Oscar a la millor pel·lícula
- 1968: Oscar a la millor fotografia per Robert Surtees
- 1968: Oscar a la millor direcció artística per Mario Chiari, Jack Martin Smith, Ed Graves, Walter M. Scott, Stuart A. Reiss
- 1968: Oscar al millor muntatge per Samuel E. Beetley, Marjorie Fowler
- 1968: Oscar a la millor banda sonora per Leslie Bricusse
- 1968: Oscar al millor so
- 1968: Globus d'Or a la millor pel·lícula musical o còmica
- 1968: Globus d'Or al millor actor musical o còmic per Rex Harrison
- 1968: Globus d'Or al millor guió per Leslie Bricusse
- 1968: Globus d'Or a la millor cançó original per Leslie Bricusse per la cançó "Talk to the Animals"